# 金剛龍謹
金剛 龍謹（こんごう たつのり、1988年2月22日 - ）は、シテ方金剛流能楽師、金剛流若宗家。京都在住。

## 概要
二十六世金剛流宗家金剛永謹の長男として京都市に生れる。祖父二世金剛巌、父 永謹に師事。
5歳で仕舞「猩々」にて初舞台、10歳で『岩船』にて初シテ。
同志社大学文学部国文学科2006年度入学。2010年3月卒業。京都市立芸術大学非常勤講師。公益財団法人金剛能楽堂財団理事。
2012年より自身の演能会「龍門之会」を主宰。
2017年6月23、24の両日、バチカンのカンチェレリア宮殿で、能楽の宝生流と金剛流による合同公演が行われ、祖父金剛巖が84年に当時の法王故ヨハネ・パウロ2世の前で舞った「羽衣」を演じた。